# تسمم أرغوني
التسمم الأرغوني هو تأثير يظهر بعد الاستهلاك على المدى الطويل لـ سم الشقران، يرجع ذلك عادة إلى ابتلاع القلويات التي ينتجها فطر بوربوريا الدبوسية الذي يصيب الشعير وغيرها من الحبوب، ومؤخراً بفعل عدد من الأدوية التي أساسها الـ (ergoline). يُعرف أيضا بتسمم الأرغوت، تسمم الشقران وأيضا نار القديس أنتوني.

## الأسباب
وجدت مشتقات (ergoline) السامة في المخدرات القائمة على الأرغوت أو الشقران (مثل methylergometrine أو الإرغوتامين، سابقا، إرغوتوكسين). الآثار الجانبية الضارة تحدث إما تحت جرعة عالية أو عندما تتفاعل مع جرعات معتدلة potentiators مثل أزيثروميسين.
تاريخيا، تناول منتجات الحبوب مع الفطر الدبوسية الفرفرية تسبب التسمم الأرغوني.
ختاما، يمكن للقلويات أن تمر أيضا من خلال الرضاعة من الأم إلى الطفل، مما تسبب التسمم الأرغوني عند الرضع.

## الأعراض
يمكن تقسيم الأعراض إلى أعراض تشنجية وأعراض غرغرينية.

### الأعراض التشنجية
الأعراض تشمل نوبات تشنجية مؤلمة، تشنجات عضلية، إسهال، مذل (إحساس بطعنات دبابيس أو إبر)، الحكة والصداع، الغثيان والقيء. عادة ما تسبق آثار الجهاز الهضمي آثار الجهاز العصبي المركزي. كذلك يمكن أن يكون هناك نوبات هلوسة قد تشبه تلك التي تنتجها عقاقير الهلوسة (ايثيلاميد حامض الليسرجيك وقلويد الإرغوتامين ذلك لأن لهذه المركبات الكيمياوية بعض التشابه الهيكلي) والآثار النفسية بما في ذلك الهوس أو الذهان. الأعراض التشنجية ناجمة عن قلويد clavine.

### الأعراض الغرغرينية
الغرغرينا الجافة تحدث نتيجة لتضيق الأوعية الدموية التي تسببها قلويدات الإرغوكريستين -الإرغوتامين من الفطريات. يزيد التأثير في الأعضاء الطرفية المحتوية على أوعية دموية أقل، مثل أصابع اليدين والقدمين. تشمل الأعراض التقشر، ضعف النبض في الأوعية الطرفية، وذمة، فقدان الإحساس، وفي نهاية المطاف وفاة وفقدان الأنسجة المتضررة.

## التاريخ
لقد تحدد الوباء من المرض على مر التاريخ، رغم أن الإشارات الواردة في الكتاب الكلاسيكي غير حاسمة. حبوب الجاودار هي ناقلات رئيسية لتسمم الأرغوني، كان رأي الكثير في جميع أنحاء البحر الأبيض المتوسط. عندما فصل فوكس 1834 مراجع التسمم الأرغوني من حمرة وغيره من الأمراض، وجد أقرب إشارة إلى التسمم الأرغوني في Xantenses Annales عن 857 عام: «بلاء عظيما (الطاعون) من بثور متورمة يستهلك الناس من العفن الكريه، بحيث أطرافهم خففت وسقطت قبل وفاتهم».
في العصور الوسطى، التسمم الغنغريني كان معروف عند الكهنة بignis («النار المقدسة») أو «نار سانت أنتوني»، الذي سمى باسم الرهبان وسام سانت أنتوني الذي كانت ناجحة بشكل خاص في علاج هذا المرض. مؤرخ القرن 12th جوفروا دو Breuil من Vigeois سجل تفشي غامض في منطقة ليموزين من فرنسا، حيث شكل من التسمم الأرغوني كان مرتبطا بغنغريني مع سانت المحلية بقدر سانت أنتوني.
آفة، واسمه من ديك لحفز أنها تشكل على الأعشاب، التي تم تحديدها ويسميه Dodart دينيس، الذي أبلغ عن العلاقة بين الجاودار متسمم بالأرغوت وتسمم الخبز في رسالة إلى الأكاديمية الملكية الفرنسية للعلوم في 1676 (المذكورة الشقران جون راي ل سجلت لأول مرة باللغة الإنجليزية في العام التالي)، لكن «التسمم الأرغوني»، في هذا المعنى الحديث، في عام 1853.
وقع أبرز الأوبئة من التسمم الأرغوني بالتسجيل في القرن 19. انخفاض حالات التفشي حدثت منذ ذلك الحين نظرا لأن الجاودار يجري رصدها بعناية في البلدان المتقدمة.
هناك أدلة  التسمم الشقران تخدم في طقوس قتل بعض مستنقع الهيئات. وجدت في مستنقعات الخث، لقد تم استخراج من مومياء تولوند وTollund Grauballe كميات كبيرة من الحبوب الفاسدة والحشائش من بطونهم، التي تبين بوضوح قوة الثديية والتخدير البدائية. [بحاجة لمصدر]
عندما يطحن، يتم تقليل الشقران إلى مسحوق أحمر دقيق، أخف وزنا واضحا في الأعشاب ولكن من السهل أن يغيب في الظلام، في البلدان الغنية أقل من ذلك، ما زال يحدث التسمم الأرغوني؛ تفشي هذا المرض في إثيوبيا وقعت في منتصف عام 2001 من الشعير الملوثة. فإن تفشيه يكون ممكنا كلما كان هناك مزيج من الطقس الرطب ودرجات حرارة باردة وتأخر موسم الحصاد في محاصيل الأراضي المنخفضة والاستهلاك الجاودار.
حالات التسمم نتيجة لاستهلاك البذور المعالجة مع مركبات الزئبق تعرف أحيانا خطأ بالتسمم الأرغوني، ربما بما في ذلك حالة من التسمم الشامل في القرية الفرنسية بونت سان إسبري في 1951. ووصف الحادث في كتاب فولر جون غرانت ويوم نار سانت أنتوني.
وفقا لسنوري سترلسون، في Heimskringla له الملك ماغنوس، نجل الملك هارالد Sigurtharson، الذي كان الأخ غير الشقيق للملك Haraldsson سانت اولاف، مات من التسمم الأرغوني بعد وقت قصير من معركة هاستينغز.

## إتهامات سحر سالم
يمكن أن يكون نتيجة لاستهلاك الشقران الملوث كما تم الجاودار الأعراض والمتشنجة وقال أن سبب الإتهامات «الفتنة» الذي تسبب في محاكمات سحر سالم. تفسير طبي لهذه نظرية «الفتنة» هو واحد من أول طروحات LinndaCaporael في عام 1976 في مقال في مجال العلوم. في مقالها، Caporael يشير إلى أن أعراض التشنج، مثل زحف الأحاسيس في الجلد، وتنميل في الأصابع، دوار، طنين أذني، الصداع، اضطرابات في الإحساس، هلوسة، تقلصات عضلية مؤلمة والتقيؤ والإسهال، فضلا عن النفسية، مثل هوس السوداوية، الذهان والهذيان، كانت جميع الأعراض المبلغ عنها في محاضر سحر سالم. Caporael تلاحظ أيضا وفرة من الجاودار في المنطقة فضلا عن الظروف المناخية المثالية للتشويه من الشعير. في عام 1982 قامت Matossian بتنشيط نظرية ماري Caporael في مقال لها في عالم الأمريكية. في مقالها، Matossian تبني على نظريات Caporael وتلاحظ أيضا أنه وفقا للتقاليد الشعبية الإنجليزية كافة العوارض من «الفتنة» تشبه تلك التي عرضت في المصابين تسمم الشقران.
التفسير الطبي للتسمم الأرغوني «الفتنة» موضع نقاش، تعرض لإنتقادات من العديد من العلماء. في غضون سنة من المادة Caporael، فإن المؤرخ سبانوس دحض نظرية غوتليب Caporael في نفس المجلة. خلص إلى أن هناك خللا في تفسير العديد من التسمم الشقران نتيجة لإتهامات «الفتنة». الخلل أبرزه هو أنه إذا كانت الإمدادات الغذائية ملوثة والأعراض كانت ستحدث على منزل تلو بيت الأساس، ليس فقط في أشخاص معينين. نلاحظ أيضا أن حقيقة التسمم الشقران وأعراض إضافية لم يرد ذكرها من قبل أولئك فتنة ويدعي أن نسبة الأطفال المصابين كانت أقل مما كانت عليه في وباء التسمم الأرغوني. ظهرت مشاكل أخرى مع النظرية التي أثيرت في Caporael. الانثروبولوجيا (حاء صدقي) لاحظت المشكلة التي كانت موجودة وهى أن التسمم الأرغوني كان لعدة قرون قبل محاكمات سحر سالم، وأن أعراضه كان التعرف عليها خلال فترة تجارب سحر سالم.